# Alphonse Briart (géologue)
Ne doit pas être confondu avec l'homme politique Alphonse Briart
Alphonse Briart, né le 25 février 1825 à Chapelle-lez-Herlaimont au royaume uni des Pays-Bas et mort le 15 mars 1898 à Morlanwelz, est un ingénieur et un géologue belge. En 1875, il devient chevalier, en 1890 officier et en 1897 commandeur de l'ordre de Léopold.

## Biographie
Alphonse Briart naît le 25 février 1825 à Chapelle-lez-Herlaimont, alors au royaume uni des Pays-Bas. Il est le fils d'un chirurgien militaire.
En 1844, il est diplômé de l'École des Mines de Mons comme ingénieur. Pendant la majeure partie de sa carrière, il a travaillé pour la société charbonnière Mariemont & Bascoup. En 1868, il est nommé ingénieur en chef de l'entreprise et en 1888 il devient président de l'entreprise. Il épouse Élise Deltenre en 1855.
Sa première publication géologique, en collaboration avec François Cornet, est publiée en 1863. En 1866, tous deux reçoivent la médaille d'or de la Société des sciences, arts et lettres du Hainaut pour un article sur le terrain crétacé du Hainaut.
En 1867, avec François Cornet et Auguste Houzeau de Lehaie, Alphonse Briart entreprend la fouille des minières néolithiques de silex de Spiennes et de Mesvin, lors de la construction de la ligne de chemin de fer entre Mons et Charleroi. Les résultats ont été présentés au Congrès international de préhistoire tenu à Bruxelles en 1872.
Alphonse Briart devient membre correspondant de l'Académie royale de Belgique en 1867 et membre à part entière en 1874. En 1889, il devient chef de la section des sciences. Il est membre fondateur de la Société géologique de Belgique en 1871.
En 1895, il entreprend une expédition géologique au Chili.
Il meurt le 15 mars 1898 à Morlanwelz. Sa collection paléontologique a été acquise par l'École des Mines de Mons.

## Publications
- Communication relative à la grande faille limite au sud le terrain houiller belge (1863)
- Note sur la découverte dans le Hainaut, en dessous des sables rapportés par Dumont au système landénien, d’un calcaire grossier avec faune tertiaire (1865)
- Description minéralogique et stratigraphique de l'étage inférieur du terrain crétacé (1867)
- Description des fossiles du calcaire grossier de Mons (1871)
- Rapport sur les découvertes géologiques & archéologiques faites à Spiennes en 1867 (1872), Google Books
- Sur le relief du sol en Belgique après les temps paléozoïques (1877)
- Étude sur les limons Hesbayens et les temps quaternaires en Belgique (1892)
- La géologie des environs de Fontaine-l'Évêque et de Landelies (1894)

- Description minéralogique, géologique et paléontologique de la Meule de Bracquegnies, 1870 (avec François-Léopold Cornet)
- Description des fossiles du calcaire grossier de Mons, Prosobranches, Section A, Siphonostomes, 1871 (avec François-Léopold Cornet).